# 池田美千瑠
池田 美千瑠（いけだ みちる、通称：チル。）は日本のダンサー、振付師

## 来歴
兵庫県出身。大阪芸術大学舞台芸術学科卒。4歳よりクラシックバレエを始め、13歳でバレエ団に入団。
日本バレエ協会、劇団四季、劇団☆新感線、野田MAPほか、舞台、アーティストコンサート、東京ガールズコレクションソロダンサー、TVやCM、映画、MV等に出演。
舞台出演する傍らCM、ドラマで振付指導を行う。

### 講師歴
- 桜美林大学ミュージカル学科　非常勤講師
- 東京映画・俳優&放送芸術専門学校　特別講師
- 名古屋音楽大学 ミュージカル特別講師
- 大阪ダンス&アクターズスクール　講師
- SAM主宰『Soul&Motion』目黒スタジオ
- BROADWAY DANCE CENTER  JAZZダンス講師
- TOKYO STEPS ARTS 高田馬場
- STUDIO BROADWAY （兵庫県尼崎市）特別講師
- NOAバレエ恵比寿　バレエ講師
- 個人主宰『チルヨガ』『チルダンス』『チルアウト』

### 舞台
- 泉バレエ団 『眠れる森の美女』『くるみ割り人形』『四季』『白鳥の湖』 - 主演
- 日本バレエ協会『卒業記念舞踏会』
- 劇団四季『アンデルセン』『マンマミーア!』『青い鳥』『ライオンキング』『エルコスの祈り』他
- コロッケ25周年記念公演『林家三平物語』～笑われたかった男～
- 劇団☆新感線「メタル・マクベス」（宮藤官九郎/脚色、いのうえひでのり/演出）
- フジテレビ『ブロードウェイガラコンサート‘07』
- 野田MAP『パイパー』（野田秀樹/演出）
- 東京ガールズコレクション2010 SPRING/SUMMER 「ラ・パルレステージ」（さいたまスーパーアリーナ） - ソロ出演
- 安寿ミラ音楽劇『エディットピアフ』
- 『贋作☆水滸伝』（俳優座） - 振付&出演
- 演劇舞台『アイスクリームマン』
- 『新・贋作水滸伝 〜Heroes〜』 - 振付&出演
- 音楽座『マドモアゼルモーツァルト』- （謝珠栄/演出&振付）振付助手
- 音楽劇『くるみ割り人形』 - 振付&出演
- 『エデンズロック』 - 振付&出演
- 2016年 2.5次元ライブミュージカル「プリパラ」み〜んなにとどけ!プリズム☆ - 振付・ステージング
- 2017年 2.5次元ライブミュージカル「プリパラ」み〜んなにとどけ!プリズム☆ 再演- 振付・ステージング
- 2017年 『ソーォス!』（なだぎ武主演、モト冬樹他出演） - 振付・ステージング
- 2017年 ミュージカル座 ブロードウェイミュージカル『スペリング･ビー』 - 振付
- 2018年 ミュージカル座 ブロードウェイミュージカル『スペリング･ビー』 - 振付
- 2018年 ミュージカル『銀河鉄道999』 - 出演
- 2019年 ミュージカル座 ブロードウェイミュージカル『スペリング･ビー』 - 振付
- 2022年 ミュージカル『霊媒師』 - 振付
- 2022年 舞台『さよならナイン』振付
- 2023年 ミュージカル『星の王子様』振付出演

### コンサート
- 和央ようかコンサー『BROADWEY NEWYOKA'07』（国際フォーラムA）
- 安蘭けいコンサート箱舟2010（銀河劇場）
- 八代亜紀コンサート（渋谷公会堂） - show振付出演
- MCATプレミアムコンサート 北海道ツアー - 振付&出演
- 石井明美コンサート（渋谷ヒカリエ）
- 氷川きよし15周年スペシャルコンサート（日本武道館）
- 氷川きよしクリスマスコンサートきよしこの夜（国際フォーラムA）

### 映画
- 20世紀少年 - 出演&振付助手
- モテキ

### MVミュージックビデオ
- シド 『騙し愛』 - 振付&出演
- コブクロ 『blue bird』 - 出演
- R指定 『病んでる彼女』 - ソロ出演
- R指定 『forest』 - ソロ出演
- THE SxPLAY 『『君が残した世界で』 - ソロ出演
- 高取ヒデアキ Z機『アンチヒーロー』 - ヒロイン ロレッタ 役
- BUCK-TICK 『RONDO』 - ソロ出演
- REIGIN『ゆらり』 - ソロ出演

### TV
- ミュージックステーション
- 中居正広の金曜日のスマイルたちへ
- NHK紅白歌合戦
- 日本レコード大賞
- きよしとこの夜
- えいごで遊ぼう
- 伝説のお母さん
- キッズステーション 映画『ピーターラビット2/バーナバスの誘惑』におけるダンス全般振付、出演2021

他多数

### CM出演及び指導
- DAL『つなぐ篇』『もしも篇』- 振付

- KIRIN 『潤る茶』 - 仲間由紀恵 ボディダブル
- コカコーラ『ゼロ』 - 安室奈美恵 ボディダブル
- エステ『ラ・パルレ』 - イメージ美脚ダンサー
- コナミスポーツ - イメージモデル
- Softbank smap編 - 出演
- SONY VAIO
- au by KDDI 土屋アンナ編
- au by KDDI 剛力彩芽編
- 野村證券
- TOYOTA パッソ
- 新VAIO
- エスカップ
- 福岡PARCO
- 第一興商 ローラ篇 - バレエ出演
- ANA
- サントリーBOSS
- ピップエレキバン

- アコム 大島麻衣
- 資生堂 鈴木京香
- コーセー 浅野温子
- 三菱電機 菊池桃子
- NEC 武井咲
- au by KDDI　でんぱ組.inc - カケホとデジラ振付
- ハトのマークの引越社 - 振付担当

### イベント
- 2004　日本ペイント04（幕張メッセ） - ソロダンサー
- 2005　シーテック東芝ダンサー（幕張メッセ）
- 2006　オートサロン『NISSAN』（幕張メッセ、大阪）
- 2007　フィットネスジャパン（国際展示場） - イメージモデル
- 2008　SANKYO　 倖田來未新台ツアー（品川ホール、大阪、名古屋、九州）
- 2009　SANKYO　ジッタリン・ジン夏祭り新台発表会
- 2010　東京ガールズコレクション’10 - ソロダンサー
- 2011　SANSEI『我狼』暗黒の騎士牙キバ新台発表会
- 2013　日本ヨガフェスタ2013　開幕 - 振付・出演
- 2014　日本最大ヨガフェスタ2014　- 総合演出・出演
- 2015　ジャンプフェスタ バンダイナムコ✖️BANPLEST ONE PIECE&黒子のバスケ（幕張メッセ） - 演出・振付・出演
- 2016ストリートコレクション（幕張メッセ） - ゲスト出演
- 2017　サマーソニック2017（幕張メッセ） - ソロ出演
- 2018 PORSCHE 企業イベント 演出・振付・出演
- 2018 iQOS 新商品イベント 演出・振付・出演
- 2019 アクセンチュア 企業イベント（国際フォーラムA） - 演出・振付・出演
- 2020 渋谷西武百貨店主催クリスマスSHOW - 演出振付
- 2021 映画『ピーターラビット2/バーナバスの誘惑』PR番組 - ピーターラビットのダンス全般ディレクション

### 書籍
- 少年ジャンプ企画　- AKB佐藤亜美奈と連載
- メンズ美ST ダンサー池田美千瑠特集
- YPBサークルクッションエクササイズ出版 - 監修&モデル

### 歌手
- 夢みるアドレセンス[2]
- PERSONZ （JILLに個人指導）
- PrizmaX 『Orange Moon』
- I☆Ris プリパラミュージカル
- アイドルppp!pixion‼︎!
- アイドル東京チアチアパーティ
- アイドルアフロディーテ
- いきものがかり（聖恵に個人指導）
- アイドル無限女子『パソコン工房』CMソング

### 振付実績
- サンリオピューロランド中国全土ツアー
- 和歌山ポルトヨーロッパクリスマスSHOW
- 舞台『悪路』TSミュージカル謝珠栄 - 振付助手
- 音楽座『マドモアゼル・モーツァルト』 - 振付
- TBS開局50周年記念ドラマ『Wの悲劇』ダンスシーン
- 日テレドラマ『お助け屋陣八』
- アイドル『夢見るアドレセンス』博報堂
- アイドルPPP!PIXION『むじゃきに☆High☆ジャンプ』『初恋メリーゴーランド』ほか
- KDDI au WEB CM でんぱ組.inc
- 舞台『鏡の法則』OFFOFFBROARDWAYカンパニー
- 舞台『へなちょこビーナス』宇治川まさなり演出
- 舞台『ウレシパモシリ』阿部よしつぐ演出
- 『新贋作水滸伝』宇治川まさなり演出
- 音楽劇『くるみ割り人形』宇治川まさなり演出
- 舞台『エデンズロック』宇治川まさなり演出
- 兵庫県尼崎市非公認キャラクター『ちっちゃいおっさん』PV『まいどおおきに』
- 武道館PERSONZ　コンサート・演出
- 宝塚歌劇団 雪組トップ早霧せいなSpecial DVD特典映像ダンス
- 禁断生フェスティバルfinal『真体操』（有明コロシアム）
- ジャンプフェスタ2016バンダイナムコ&BANPLESTステージ（幕張メッセ）
- 2016 タカラトミーアーツ✖️avex✖️ぴあ共同主催【プリパラ】実写版ライブミュージカル～みんなに届けプリズムボイス～（六本木ブルーシアター）
- 2017 タカラトミーアーツ✖️avex✖️ぴあ共同主催【プリパラ】実写版ライブミュージカル～みんなに届けプリズムボイス～再演（六本木ブルーシアター）
- BANDAIナムコ　上海PV
- 2017 僕らの図書室カウントダウンコンサート
- 執事歌劇団　新曲『メトロポリタンサンシャイン』
- ミュージカル『ソーォス‼︎』
- WEBCM「ハトのマークの引越社」
- スターダストEBIDANメンバー　PrizmaX　8枚目Single「OrangeMoon」
- Z機「アンチヒーロー」 - ダンスアクト振付出演
- NHKドラマ『伝説のお母さん』 - 前田敦子ほか指導
- アイドル無限女子【パソコン工房】 - 振付